# NGC 1396
NGC 1396 est une petite galaxie lenticulaire relativement rapprochée et située dans la constellation du Fourneau. NGC 1396 a été découverte par l'astronome allemand Julius Schmidt en 1865.

## Caractéristiques
Sa vitesse par rapport au fond diffus cosmologique est de 715 ± 23 km/s, ce qui correspond à une distance de Hubble de 10,5 ± 0,8 Mpc (∼34,2 millions d'al).
À ce jour, quatre mesures non basées sur le décalage vers le rouge (redshift) donnent une distance de 19,025 ± 1,247 Mpc (∼62,1 millions d'al), ce qui est nettement à l'extérieur des valeurs de la distance de Hubble. Notons que c'est avec la valeur moyenne des mesures indépendantes, lorsqu'elles existent, que la base de données NASA/IPAC calcule le diamètre d'une galaxie et qu'en conséquence le diamètre de NGC 1396 pourrait être d'environ 3,06 kpc (∼9 980 al) si on utilisait la distance de Hubble pour le calculer.

## Groupe de NGC 1386 et l'amas du Fourneau
NGC 1396 fait partie du groupe de NGC 1386. Ce groupe fait partie de l'amas du Fourneau et il comprend au moins 7 autres galaxies, soit NGC 1375, NGC 1386, NGC 1389, NGC 1326B, ESO 358-59, ESO 358-60 et PGC 13449. La désignation FCC 202 indique que NGC 1396 est un membre de l'amas du Fourneau dans le catalogue de Henry Ferguson,.